# Asociación de Ex Detenidos Desaparecidos
La Asociación de Ex Detenidos Desaparecidos (AEDD) es una organización argentina de derechos humanos integrada por sobrevivientes de los centros clandestinos de detención que operaron durante la dictadura cívico-militar que gobernó el país entre 1976 y 1983, así como por otros/as militantes que comparten sus objetivos.

## Antecedentes y fundación
Un antecedente inmediato para la conformación de la AEDD estuvo en el colectivo de sobrevivientes de ccdtye El Vesubio que ni bien salieron de la cárcel iniciaron una causa judicial. Ellos a poco de andar resolvieron convocar a los sobrevivientes de otros campos. A mediados de 1984 empezaron a realizar las primeras reuniones. Finalmente, la AEDD fue fundada en octubre de 1984 por Adriana Calvo y Guillermo Lorusso, entre otros.

## Juicio a las Juntas
En 1985 los integrantes de la Asociación participaron del Juicio a las Juntas pese a criticar que solo se juzgara a las tres máximas Juntas militares y no al resto del personal represivo que ellos denunciaban.  La participación de los sobrevivientes fue un elemento esencial para sustentar el juicio.

## Trayectoria
La Asociación de Ex Detenidos Desaparecidos ha desarrollado a lo largo de su trayectoria una inquebrantable lucha a favor de la memoria, verdad y justicia para las víctimas de los crímenes cometidos por la última dictadura argentina (1976-1983); unos crímenes que constituyen en su conjunto un delito penal de genocidio, tal como ha sido reconocido judicialmente por primera vez en Argentina en una sentencia del año 2006.
Desde la sanción de las leyes de punto final (1986) y de obediencia debida (1987), junto con otros organismos de derechos humanos y organizaciones populares, desplegó una intensa campaña a favor de su derogación, por entender que consagraban la impunidad de los responsables y ejecutores del genocidio.
Desde la anulación de las leyes de impunidad, la AEDD impulsa y participa activamente como querellante en la mayoría de las causas judiciales abiertas contra los genocidas. La participación de la AEDD en todos los juicios es un elemento indispensable y cobra especial importancia en aquellas causas donde no hay testimonios directos sobre los crímenes cometidos en determinado centro clandestino de detención. 
La labor que realiza la AEDD no cuenta con apoyos institucionales y presenta serias dificultades, principalmente por la recurrencia de amenazas y agresiones contra querellantes, testigos, organismos de derechos humanos, e incluso jueces y fiscales. La expresión más dramática de estas circunstancias la constituye el secuestro y desaparición de Jorge Julio López, un sobreviviente de la dictadura militar que, tras prestar un testimonio clave en la condena por genocidio del ex comisario Miguel Etchecolatz, fue secuestrado el 18 de septiembre de 2006, permaneciendo desde esa fecha desaparecido.
Además de su participación en las causas judiciales por los crímenes de la dictadura, la AEDD desarrolla un continuo e incansable trabajo a favor y en defensa de los derechos humanos, que incluye entre otras actividades: la investigación y sistematización de información sobre la violación de DDHH en la dictadura y en el presente, la recopilación y difusión de la información sobre los diferentes juicios contra los genocidas; la organización y participación en seminarios, simposios y encuentros; la participación en encuentros con estudiantes de nivel primario, secundario y universitario; y la organización y participación en múltiples actividades sociales y políticas.

## Organización archivística
La Asociación ha trabajado en su archivo sobre dos ejes: el archivo de secuestrados (a fin de reconstruir las historias de aquellos que permanecieron desaparecidos) y lo ocurrido en los centros de detención. Abocados principalmente a la primera tarea conformaron la primera versión que consistía en fichas que se ordenaban dentro de una caja de zapatos y sirvieron como prueba en distintos juicios contra los genocidas que se llevaron adelante en la historia reciente de Argentina, en principio el Juicio por la Verdad y luego las causas ABO, Etchecolatz y circuito Camps, entre otras.
Con el tiempo el archivo fue creciendo como producto de donaciones de los propios integrantes, canjes con otras instituciones y la elaboración propia hasta llegar a ser declarado Patrimonio documental por la Unesco.